# 圣泰尔
圣泰尔（法語：Sainte-Terre，法語發音：[sɛ̃t tɛʁ]）是法国吉伦特省的一个市镇，属于利布尔讷区。

## 地理
圣泰尔（44°49'41"N, 0°6'46"W）面积13.93 平方千米，位于法国新阿基坦大区吉倫特省，该省份为法国西南部沿海省份，是法國本土面积最大的省，北起滨海夏朗德省，西临大西洋，南至朗德省，东南接洛特-加龍省，东临多爾多涅省。
与圣泰尔接壤的市镇（或旧市镇、城区）包括：卡巴拉、多尔多涅河畔锡夫拉克、圣欧班德布拉讷、圣弗洛朗斯、圣让德布莱尼亚克、圣马涅德卡斯蒂永、圣佩达尔芒、圣樊尚-德佩蒂尼亚斯、维尼奥内。

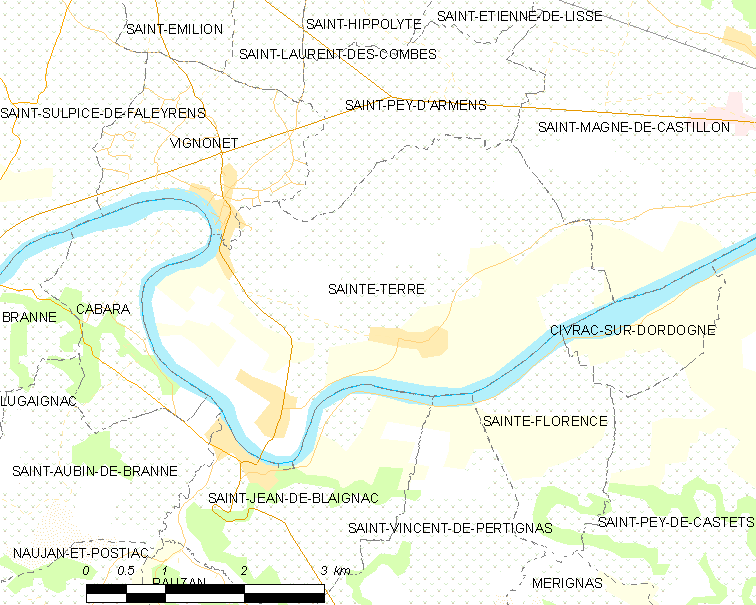
圣泰尔的OSM定位图

圣泰尔的时区为UTC+01:00、UTC+02:00（夏令时）。

## 行政
圣泰尔的邮政编码为33350，INSEE市镇编码为33485。

## 政治
圣泰尔所属的省级选区为多尔多涅山丘县。

## 人口

1962-2008年间圣泰尔人口变化图示

圣泰尔于2022年1月1日时的人口数量为1890人。